# 关门山水库 (延寿)
关门山水库是中国黑龙江省哈尔滨市延寿县境内的一座水库，位于蚂蚁河支流柳树河上，建于1983年。水库正常库容为3000万立方米，集雨面积为190平方千米，海拔为154.32米。